# جیمی اسمیت (بازیکن فوتبال، زاده ۱۹۸۷)
جیمی اسمیت (انگلیسی: Jimmy Smith؛ زادهٔ ۷ ژانویهٔ ۱۹۸۷) بازیکن فوتبال اهل بریتانیا است.
از باشگاه‌هایی که در آن بازی کرده‌است می‌توان به باشگاه فوتبال نوریچ سیتی، باشگاه فوتبال استیونج، باشگاه فوتبال کویینز پارک رنجرز، باشگاه فوتبال لیتون اورینت، باشگاه فوتبال چلسی، باشگاه فوتبال کراولی تاون، و باشگاه فوتبال شفیلد ونزدی اشاره کرد.
وی همچنین در تیم‌های ملی فوتبال زیر ۱۶ سال انگلستان، زیر ۱۷ سال انگلستان، و زیر ۱۹ سال انگلستان بازی کرده‌است.